# Kozara (Bośnia i Hercegowina)
Kozara (cyr. Козара) – wieś w Bośni i Hercegowinie, w Republice Serbskiej, w gminie Gradiška. W 2013 roku liczyła 45 mieszkańców.